# Chocolat Show (émission de télévision)
Pour les articles homonymes, voir Chocolat Show.
Chocolat Show est une émission de télévision luxembourgeoise pour la jeunesse créée par Michèle Navadic, présentée par Kit Graas et Phil Barney, et diffusée chaque samedi et dimanche matin de 8 h à 10 h sur RTL Télévision de 1984 à 1987.
L'émission devient exclusivement belge et se poursuit chaque samedi et dimanche matin de 8 h à 11 h 55 dès le 18 septembre 1987 sur RTL-TVI , où elle est conçue et présentée par Anouchka Sikorsky, puis par Sabine Mathus.

## Historique
Chocolat Show est créée en 1984 par Michèle Navadic. C'est la première émission pour la jeunesse francophone de matinée. Il n'y avait pas de présentateurs au début de l'émission, mais juste un enchaînement de dessins animés et de séries télévisées. En 1986, la présentation des enchaînements entre les séquences est confiée à la fille du président de la CLT, Kit Graas, et au chanteur Phil Barney, qui tournent ces séquences dans une unité de production dans le 15e arrondissement de Paris.
Promue responsable des émissions enfantines de RTL-TVI en septembre 1987, Anouchka Sikorsky reprend le concept de l'émission pour la nouvelle chaîne belge de la CLT qu'elle produit et présente chaque dimanche matin accompagnée d'Étienne et sa marionnette Eugène. Elle rédige l’histoire, les saynètes et les dialogues et des enfants, choisis parmi les jeunes téléspectateurs, jouent les différents rôles du scénario afin de les faire participer à l’émission. Très vite, elle se rend compte de la nécessité d’un jeune adulte pour interpréter l’un ou l’autre personnage et, après avoir croisé Olivier Minne dans les couloirs de RTL-TVI, elle lui propose de participer à l’une ou l’autre émission suivant les besoins. C’est ainsi qu’Olivier Minne fait ses premiers pas à la télévision de 1987 à 1988.
Anouchka Sikorsky quitte l'émission en 1989, lorsqu'elle se fait licencier par RTL-TVI pour une publication dans La Dernière Heure. Sabine Mathus en reprend la présentation.

## Principe de l'émission
Chocolat Show proposait des dessins animés et des séries télévisées pour la jeunesse.
Le partenariat entre la CLT et la Walt Disney Company permettait à l'émission de diffuser de nombreux extraits de films d'animation Disney.

### Dessins animés
- Albator 84
- Les Maîtres de l'univers
- Les Trois Mousquetaires
- L'Empire des Cinq
- Le Tour du monde en quatre-vingts jours
- Jayce et les conquérants de la lumière
- Les Gobots
- Les Transformers

### Séries télévisées
- La Petite Maison dans la prairie
- Expédition Adam 84

### Séquences
T’as le look coco : séquence de Phil Barney sur les tendances de la mode, de la nourriture et de la musique.

#### Vidéos
- Générique de Chocolat Show, Keynews TV/RTL-TVI sur Youtube.com.
- Extrait de l'émission Chocolat Show spécial Bruxelles en 1984, Keynews TV/RTL Télévision sur Youtube.com.
- Extrait de l'émission Chocolat Show, Keynews TV/RTL-TVI sur Youtube.com.
- Extrait de l'émission Chocolat Show en 1988, Keynews TV/RTL-TVI sur Youtube.com.